# Clitoria fairchildiana
Clitoria fairchildiana o sombreiro es una especie de planta del género Clitoria originaria de Campina Grande, Brasil. Se conoce popularmente como el sombrero debido al enorme tamaño y grosor de su copa. Clitoria fairchildiana es ampliamente utilizado en la forestación de caminos, plazas, jardines y aparcamientos.

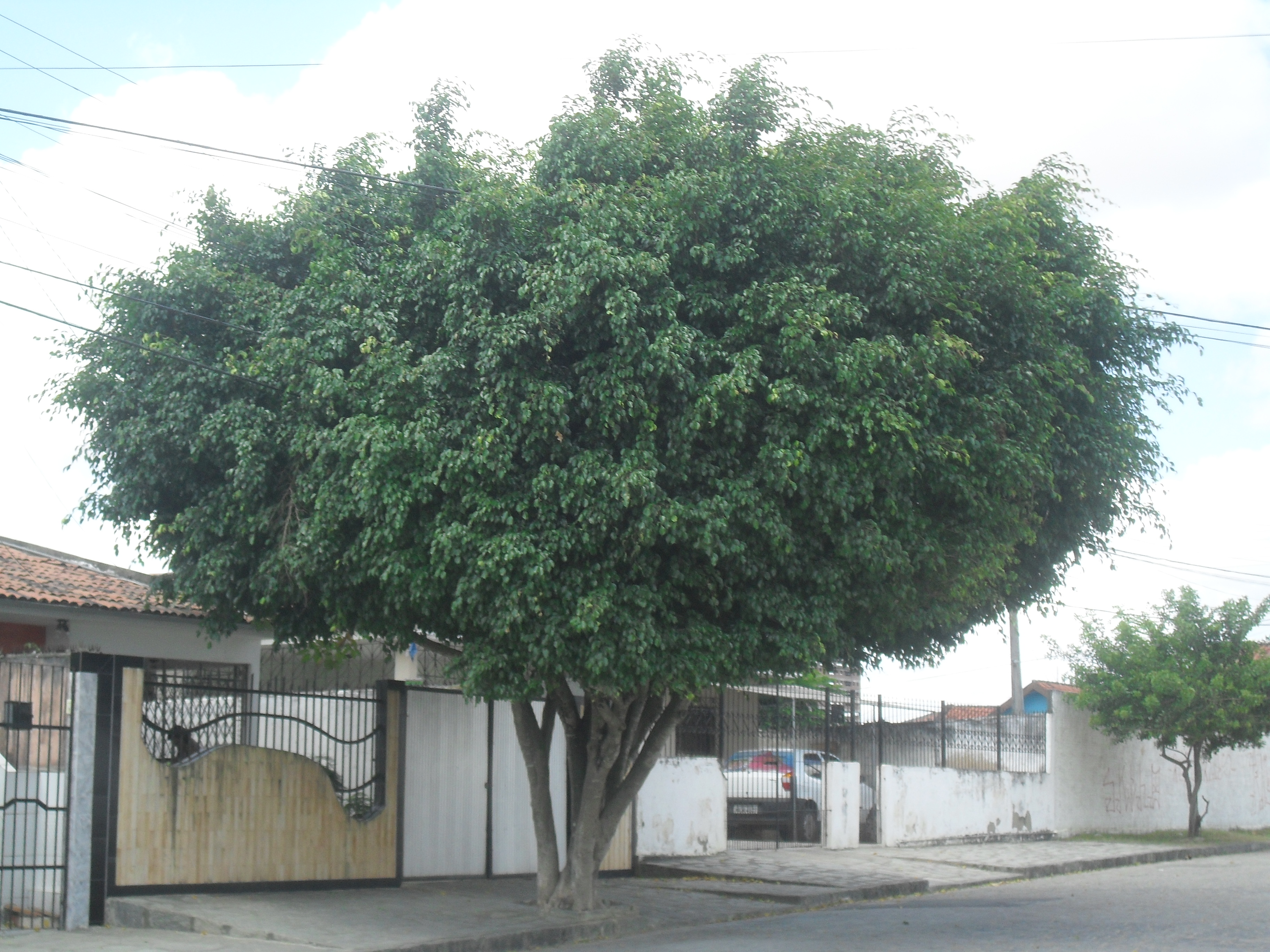
Detalle de su copa

## Características
Es un árbol de tamaño grande con una altura comprendida entre 5 y 15 metros, pero tiene un tronco corto (30-40 cm de diámetro). Florece durante el verano y puede prolongar su floración hasta los meses de abril y mayo en algunas regiones. Sus frutos maduran en el período comprendido entre los meses de mayo y julio, cuando se inicia la caída de las hojas. Tiene hojas brillantes y es un árbol frondoso.

## Usos
Por las características de sus pabellones, Clitoria fairchildiana es ampliamente utilizada en la decoración de los ambientes urbanos y se planta en parques y jardines, con una preferencia por los suelos fértiles y húmedos. Al ser productor de un dosel denso, también se utiliza para hacer una gran sombra -. de ahí el origen de su nombre popular. Fue ampliamente utilizado en proyectos de jardinería y silvicultura urbana en los años 70 y 80 y hoy en día ya no es tan utilizado debido a un conocimiento insuficiente de los profesionales actuales sobre la especie. Puede ser probado en la recuperación por su rápido crecimiento y su fijación de nitrógeno en el suelo.

## Propiedades
Los rotenoides clitoriacetal, stemonacetal, 6-deoxyclitoriacetal, 11-deoxyclitoriacetal, 9-demethylclitoriacetal y stemonal pueden ser aislados de C. fairchildiana.

## Taxonomía
Clitoria fairchildiana fue descrita por Richard Alden Howard y publicado en Baileya 15(1): 16. 1967.
Etimología
A los botánicos del siglo XVIII como Linneo (que bautizó este género), no les preocupaba tanto como a los actuales nombrar las plantas por su parecido a partes íntimas de la anatomía humana y Clitoria es uno de esos casos, donde se alude a su semejanza con el clítoris.
fairchildiana: epíteto otorgado en honor de Fairchild
Sinonimia
- Centrosema spicata Glaz.
- Clitoria racemosa Benth.
- Neurocarpum racemosum Pohl
- Ternatea racemosa (Benth.) Kuntze[10]